# Dasineura gemmae
Dasineura gemmae är en tvåvingeart som först beskrevs av Ephraim Porter Felt 1909.  Dasineura gemmae ingår i släktet Dasineura och familjen gallmyggor.
Artens utbredningsområde är Utah. Inga underarter finns listade i Catalogue of Life.